# Javier Krahe de Salas
Javier Krahe de Salas (Madrid, 1944 - Zahara de los Atunes [Barbate] 12 de juliol de 2015) fou un cantautor espanyol. El seu estil es caracteritzà per les lletres satíriques i una presència contínua de la rima consonant.

## Biografia
Javier Krahe va nàixer a Madrid i va estudiar al Colegio del Pilar, com molts dels actuals polítics espanyols. Va començar a estudiar Empresarials, però ho va deixar estar per a treballar al cinema com a ajudant de direcció.
Mentre feia el soldat, va conéixer l'amor de la seua vida, una dona canadenca anomenada Annick, amb qui se'n va al Canadà. El 1967 s'estableix a París, on enceta la seua carrera com a lletrista, inspirat en l'exemple de Georges Brassens i Leonard Cohen. És el seu germà Jorge qui s'ocupa de posar música als seus textos.
Ja de nou a Espanya, Chicho Sánchez Ferlosio l'encoratja a actuar a locals com ara La Aurora, on coneix Joaquín Sabina i Alberto Pérez. Com a trio graven el disc La mandrágora (1981), que pren el nom d'un dels locals on acostumaven a actuar en aquella època.
Va morir d'un infart de miocardi el 12 de juliol de 2015 a Zahara de los Atunes (Cadis).

## Obra
Com a solista, va debutar amb Valle de lágrimas (1980), on ja hi ha l'essencial del seu estil: lletres iròniques, enginyosa rima, amb un embolcall musical senzill (al principi, Krahe anomenava l'acord de Fa «la difícil», per allò de la celleta), però ben treballat pels músics amb qui grava. Als discos que havien de venir, els arranjaments s'acosten sovint al jazz, cosa que convertirà Krahe en un assidu d'un dels locals emblemàtics d'aquest gènere a Madrid, el Café Central.
El perfil de Krahe és el d'un cantautor de culte, sense grans promocions però amb un públic fidel (un cas semblant al de Javier Bergia). Ja des dels inicis, Javier Krahe realitza sovint actuacions de caràcter minimalista arreu de tot Espanya per donar a conéixer la seva obra.
Els contactes amb els mitjans de masses han estat escadussers i controvertits. El 1986, TVE va censurar la seua cançó Cuervo ingenuo (sàtira dels canvis ideològics del PSOE), que hauria d'haver-se emès com a part d'un concert de Joaquín Sabina. El 2004, durant una entrevista al programa de Canal Plus Lo más plus, s'emet un curtmetratge de Krahe en què es mostra com preparar un Crist al forn. Aviat es va iniciar una campanya de protestes de la premsa més conservadora, a la qual va cedir el director de la cadena, Jesús Polanco, que va acabar declarant el cantautor persona non grata per al grup PRISA.

## Discografia
- Valle de lágrimas (1980)
- La Mandrágora (amb Joaquín Sabina i Alberto Pérez) (1981)
- Aparejo de fortuna (1984)
- Corral de cuernos (1985)
- Haz lo que quieras (1987)
- Elígeme (en vivo) (1988)
- Sacrificio de Dama (1993)
- Versos de Tornillo (1997)
- Dolor de garganta (1999)
- Surtido selecto (recopilatori) (2000)
- Cábalas y cicatrices (en directe) (2002)
- Homenaje a Javier Krahe - Y todo es vanidad (2004)
- Cinturón negro de karaoke (2006)
- Querencias y extravíos (en directe) (2007)
- Toser y cantar (2010)
- Las diez de últimas (2013)